# Železniška postaja Poljčane

Železniška postaja Poljčane je ena izmed železniških postaj v Sloveniji, ki oskrbuje bližnje naselje Poljčane.

## Storitve
- Prodaja vozovnic
- Čakalnica
- WC sanitarije
- Bar

## Mobilnost
- Stopnišče za dostop do peronov
- Dvigalo za dostop do peronov

- Parkirišče
- Parkirna mesta za invalide